# Kevin Stuhr Ellegaard
Kevin Stuhr Ellegaard (Kopenhagen, 23 mei 1983) is een Deens keeper, die bij IF Elfsborg speelt.

## Clubcarrière

### Manchester City
De Deen maakte zijn debuut in het betaalde voetbal bij Manchester City in het seizoen 2002/03. Hij was toen overgekomen van het Deense Farum BK waar hij slechts in de jeugd heeft gespeeld. Bij Manchester kwam Stuhr Ellegaard weinig aan keepen toe. In drie seizoenen speelde hij mee in 4 wedstrijden. Hij werd zelfs in januari 2005 voor een maand verhuurd aan de Engelse Blackpool FC, ook hier kwam hij maar tot 2 wedstrijden.

### Hertha BSC
In de zomer van 2005 besloot Stuhr Ellegaard de club te verlaten. Hij ging toen transfervrij naar het Duitse Hertha BSC. Hier speelde hij vooral zijn wedstrijden in het tweede elftal. In twee jaar tijd kwam hij twee keer uit voor het eerste elftal.

### Randers FC
Na een niet zo succesvol buitenlands avontuur keerde Stuhr Ellegaard terug in Denemarken. Hij tekende een contract bij Randers. Hier kon hij wel indruk maken door in zijn eerste seizoen slechts 15 doelpunten door te laten in 18 wedstrijden. Dat seizoen werd hij ook verkozen tot speler van het jaar van Randers FC. Ook het seizoen erna was hij een bepalende speler. Maar in het seizoen 2009/10 ging het mis, in de eerste 7 wedstrijden had de keeper al 15 doelpunten tegen. Dit tot ongenoegen van zijn coach John Jensen, die hem op de bank zette. Maar omdat zijn vervanger het niet beter deed mocht de keeper weer plaats onder de lat nemen. Wat leidde tot slechts 8 doelpunten tegen in een ongeslagen reeks van 16 wedstrijden. In 2010 besloot de club toch samen met de keeper om de wegen te scheiden, ze konden het niet eens worden over een contractverlenging.

### sc Heerenveen
Heerenveen die de laatste jaren met keepersproblemen zit, zat ook in het seizoen 2010/11 te springen om een nieuwe keeper. Eerste doelman Brian Vandenbussche raakte geblesseerd in de oefencampagne. De Friese club haalde de Deen voor een stageperiode. Deze stage werd met een aantal dagen verlengd, alvorens sc Heerenveen besloot Stuhr Ellegaard voor een jaar te contracteren. De Deen werd in eerste instantie gehaald om als tweede doelman te fungeren achter Kenny Steppe. Inmiddels is Stuhr Ellegaard vaste eerste keeper geworden onder trainer Ron Jans. Ondanks het feit dat hij elke week in de basis stond, waren de fans niet echt te spreken over de verrichtingen van de Deense keeper. Hij stond bekend als een grabbelaar. Ook de directie was niet echt overtuigd van de keeper en heeft daarom besloten het contract niet te verlengen. En in het laatste wedstrijd van het seizoen werd hij ook vervangen vanwege een knieblessure, dit betekende de rentree van Vandenbussche. Bij Heerenveen kwam de Deen tot 28 competitiewedstrijden

### IF Elfsborg
Na een half jaar zonder club gezeten te hebben, tekende hij in januari 2012 bij IF Elfsborg.

## Interlandcarrière
Stuhr Ellegaard nam met Denemarken U21 deel aan de EK-eindronde 2006 in Portugal, waar de ploeg van bondscoach Flemming Serritslev werd uitgeschakeld in de eerste ronde.

## Clubstatistieken
| Seizoen | Club                         | Land       | Competitie     | Wed. | Goals |
| ------- | ---------------------------- | ---------- | -------------- | ---- | ----- |
| 2003/04 | Manchester City              | Engeland   | Premier League | 7    | 0     |
| 2004/05 | Manchester City Blackpool FC | Engeland   | Premier League | 0 3  | 0 0   |
| 2005/06 | Hertha BSC                   | Duitsland  | Bundesliga     | 0    | 0     |
| 2006/07 | Hertha BSC                   | Duitsland  | Bundesliga     | 2    | 0     |
| 2007/08 | Randers FC                   | Denemarken | Superligaen    | 33   | 0     |
| 2008/09 | Randers FC                   | Denemarken | Superligaen    | 33   | 0     |
| 2009/10 | Randers FC                   | Denemarken | Superligaen    | 29   | 0     |
| 2010/11 | sc Heerenveen                | Nederland  | Eredivisie     | 28   | 0     |
| 2012    | IF Elfsborg                  | Zweden     | Allsvenskan    | 19   | 0     |
| 2013    | IF Elfsborg                  | Zweden     | Allsvenskan    | 29   | 0     |
| 2014    | IF Elfsborg                  | Zweden     | Allsvenskan    | 28   | 0     |
| 2015    | IF Elfsborg                  | Zweden     | Allsvenskan    | 29   | 0     |
| 2016    | IF Elfsborg                  | Zweden     | Allsvenskan    | 30   | 0     |
| 2017    | IF Elfsborg                  | Zweden     | Allsvenskan    | 29   | 0     |
| Totaal  | Totaal                       | Totaal     | Totaal         | 296  | 0     |

Bijgewerkt tot november 2017

## Erelijst
Randers FC
- Superligaen

Speler van het seizoen 2007/08
 IF Elfsborg
- Zweeds landskampioen

2012